# دوزخ-آخرین اجرا
دوزخ-آخرین اجرا (به انگلیسی: Inferno – Last in Live) عنوان آلبوم اجرای زنده ایست که توسط گروه هوی متال دیو در ۱۹۹۸ منتشر شد. این آلبوم از میان اجراهای تور ماشین‌های خشمگین در خلال سال‌های ۱۹۹۷ تا ۱۹۹۸ ضبط شده‌است و انتشار آن با همکاری شرکت مایهم رکوردز صورت گرفت. همچنین در این آلبوم آهنگ‌هایی از اجراهای رانی جیمز دیو با گروه‌های رینبو و بلک سبث نیز قرار گرفته‌است.

## فهرست آهنگ‌ها

### دیسک یک
1. «پیش درآمد» - ۱:۳۶
2. «عیسی مریم و روح مقدس» (رانی جیمز دیو، تریسی جی، جف پیلسن) - ۳:۲۷
3. «سرتاسر قلب» (دیو، جیمی بین) - ۵:۴۸
4. «با غریبه‌ها صحبت مکن» (دیو) - ۶:۰۳
5. «غواص مقدس (دیو) - ۴:۵۹
6. «تک‌نوازی درامز» - ۴:۰۲
7. «بهشت و دوزخ» (دیو، تونی اویومی، گیزر باتلر، بیل وارد) - ۷:۲۹
8. «تکرار دوشنبه» (دیو، وینی اپایس) - ۳:۱۸
9. «به پا خیز و فریاد کن» (دیو، بین) - ۴:۰۸
10. «شکارچی قلب» (دیو، جی، اپایس) - ۵:۱۵

### دیسک دو
1. «پایمال‌شده»/«رنگین کمان را بگیر» (دیو، ریچی بلکمور) - ۱۰:۱۱
2. «تک‌نوازی گیتار» - ۳:۳۹
3. «آخر صف» (دیو، ویواین کمپل، بین) - ۶:۵۴
4. «رنگین کمانی در تاریکی» (دیو، بین، کمل، اپایس) - ۴:۵۶
5. «قواعد مردمان» (دیو، اویومی، باتلر) - ۳:۳۷
6. «مردی بر فراز کوه نقره‌ای» (دیو، ریچی بلکمور) - ۲:۱۱
7. «زنده باد راک ان رول» (دیو، بلکمور) - ۴:۱۴
8. «ما به لرزه در می‌آوریم» (دیو) - ۵:۴۰

در نسخه منتشر شده ویژه ژاپن دو قطعه زیر نیز به صورت قطعه اهدایی بدان پیوست شده بود.
1. «پس از اینکه همه مردند» (قطعه اهدایی)(دیو، اویومی، باتلر) - ۶:۲۰
2. «من» (قطعه اهدایی)(دیو، اویومی، باتلر) - ۵:۲۶

## سازندگان
- رانی جیمز دیو - خواننده و تهیه کننده
- تریسی جی - گیتار
- لری دنیسون - باس
- اسکات وارن - کیبورد
- وینی اپایس - درامز